# Будапештський університет технології та економіки
Будапештський університет технології та економіки (угор. Budapesti Műszaki és Gazdaságtudományi Egyetem) — один з найстаріших технічних вишів в Угорщині, а також в Європі. Він був заснований в 1782 році. Це був перший інститут в Європі для підготовки інженерів на університетському рівні. В університеті працюють близько 1100 співробітників і навчаються понад 24 тисяч студентів, третина з яких приїжджає вчитися в Угорщину з-за кордону. Приблизно 1381 студент тут з 50 країн усього світу.
Щорічно близько 70 % дипломів інженерів по всій Угорщині припадають на Будапештський університет технології і економіки. 34 професорів / дослідників університету є членами Угорської Академії наук.
Навчальні курси проводяться на п'яти мовах: угорська, англійська, німецька, французька та російська.
У 1996 тут запроваджено ECTS.

## Історія
Університет був заснований імператором Йосифом II в 1782 році під назвою лат. Institutum Geometrico-Hydrotechnicum («Інститут геометрії і гідротехніки»). Викладацький склад був частково набраний з лав вчителів «Гірської школи» міста Банська Штявниця, існуючої з 1735 року.
У 1871 році виш перейменований в «Королівський технічний університет імені Йосифа» (угор. Királyi József Műegyetem), а в 1934 році в «Угорський королівський університет технології та економіки імені Йосифа» (угор. Magyar Királyi József Nádor Műszaki és Gazdaságtudományi Egyetem).
До 1967 року в Будапешті діяли два технічних університети, поки вони не були об'єднані під назвою «Будапештський технічний університет». Два роки по тому після утворення економічного факультету — у 2000 році — вищий навчальний заклад здобув свою сьогоднішню назву.
- 1635 — Петер Пазмань, примас — Архієпископ Угорщини, засновує перший угорський університет Нового Століття (Трнава).
- Наприкінці 18-го століття — університет переїжджає в Буду і стає Університетом Буди.
- 1735 — заснований «Berg-Schola», перший в світі технологічний інститут (нині Банська Штявниця, Словаччина). Багато членів першого викладацького складу BME прибули звідти.
- 1782  — імператор Йосиф II засновує Institutum Geometricum у складі факультету вільних мистецтв в Університеті Буди. Institutum, безпосередній попередник Будапештського університету технології та економіки, займає перше місце в Європі за присудженням інженерних ступенів для студентів землевпорядників, контролерів річкового і дорожнього будівництва
- 1850 — Institutum Geometricum зливається з технологічним коледжем Йофсифа.
- 1856 — установи засновують Королівську політехніку Йосифа.
- 1860 — угорська замінює латинську мову як основну для навчання.
- 1862 — Королівську політехніку Йосифа перейменовано на Королівський університет Йосифа.
- 1872 — Королівський університет Йосифа отримує повну автономію і право видавати технічні дипломи після п'яти років досліджень. Він є однією з перших установ в Європі для підготовки інженерів по університетському рівні.

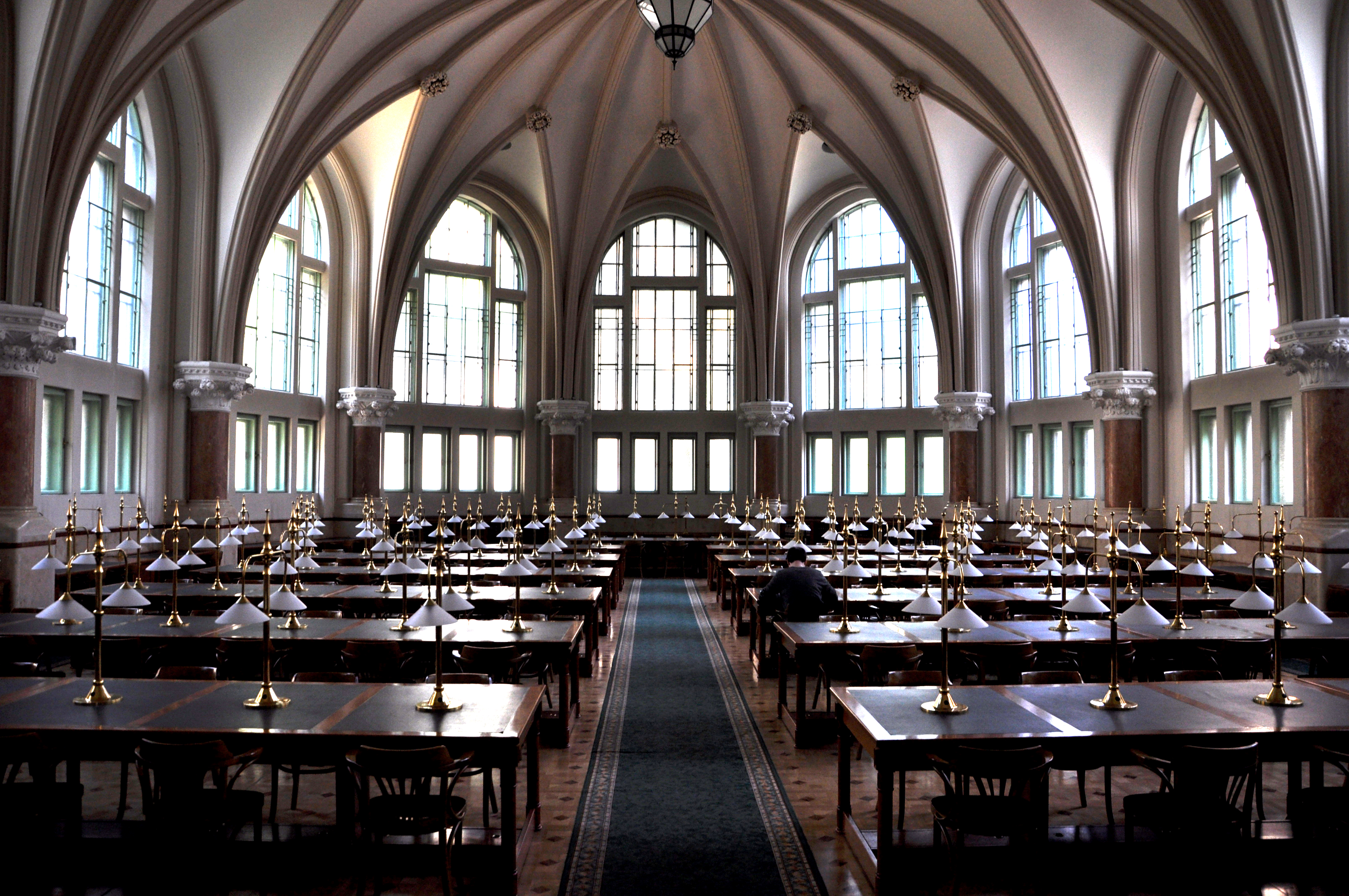
Бiблiотека

- 1901 — Королівський університет Йосифа має право присуджувати докторський ступінь «Доктор Rerum Technicarum».
- 1910 — Університет переїхав в нинішнє місце недалеко від площі Геллерт.
- 1925 — Перші жінки-студентки.
- 1934 — Університет був реорганізований знову, як Університет технології та економіки Йосифа, він відіграє провідну роль в міжвоєнному процесі індустріалізації, а також розробці і навчання економістів в Угорщині.
- 1939 — Інститут безперервної освіти.
- 1949 — Назва «Технічний університет Будапешта» стає офіційною. Нині університет складається з факультетів: Дорожнього будівництва, машинобудування, архітектури, будівництва, хімічного машинобудування і електротехніки (в історичному порядку).
- 1955 — факультет транспортного машинобудування.
- 1956 — Угорська революція 1956 була частково розпочатою студентами в університеті, потім до неї долучилися професори.
- 1967 — до 1967 року в Будапешті діяли два технічних університети, поки вони не були об'єднані під назвою «Будапештський технічний університет»
- 1984 — впровадження англійської мови
- 1994 — Технічний університет Будапешта є одним з перших університетів в Угорщині, де використовують кредитну систему.
- 1998 — факультет природничих наук та факультет економічних і соціальних наук.
- 2000 — Будапештський університет технології та економіки.

## Факультети
- Будівельний факультет (1782)
  - Цивільна інженерія
- Механічний факультет (1871)
  - Машинобудування
  - Мехатроніка інженерія
  - Енергетична інженерія
  - Промислове проектування
- Факультет архітектури (1873)
  - Архітектура

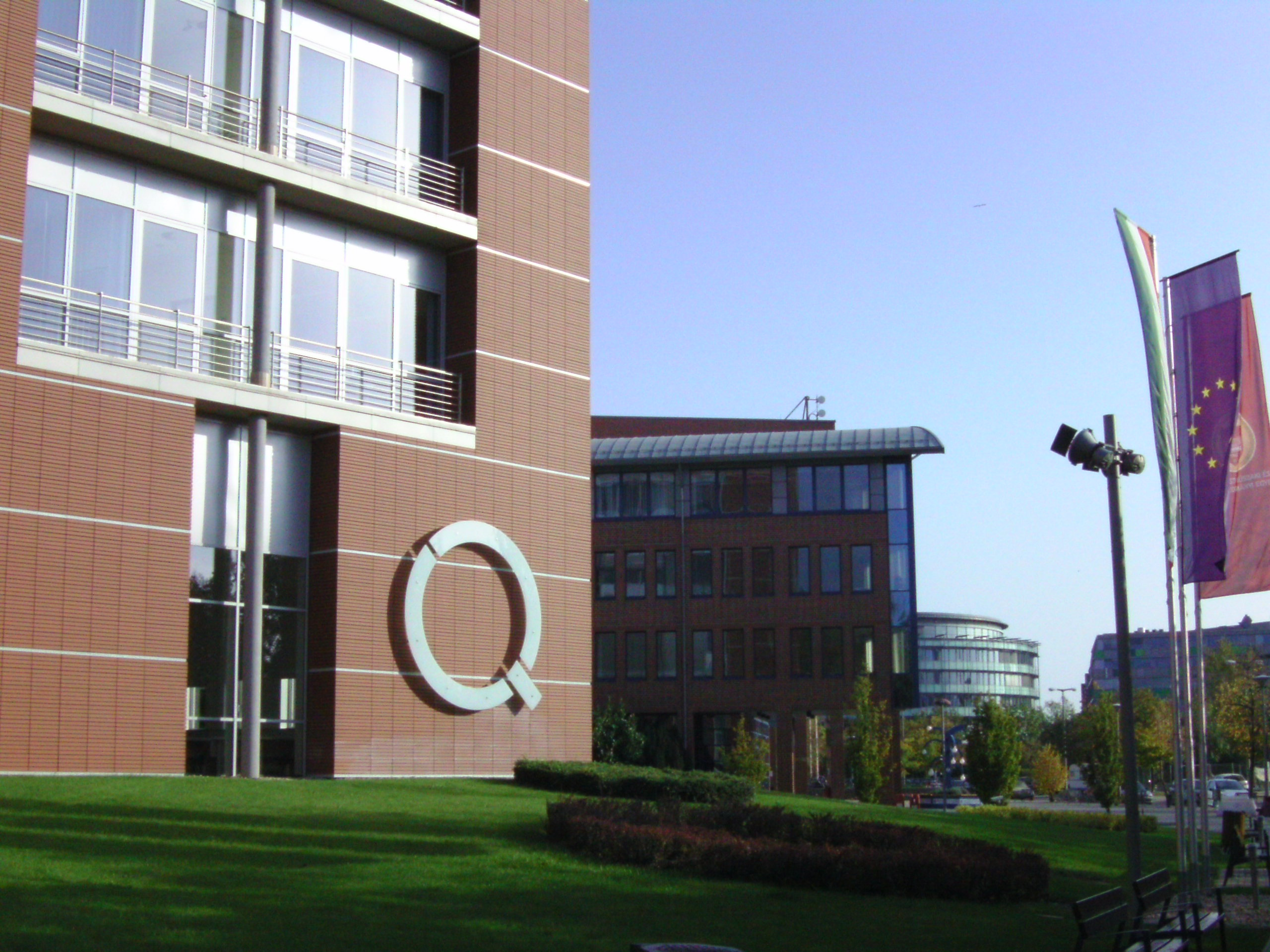
Корпус Q

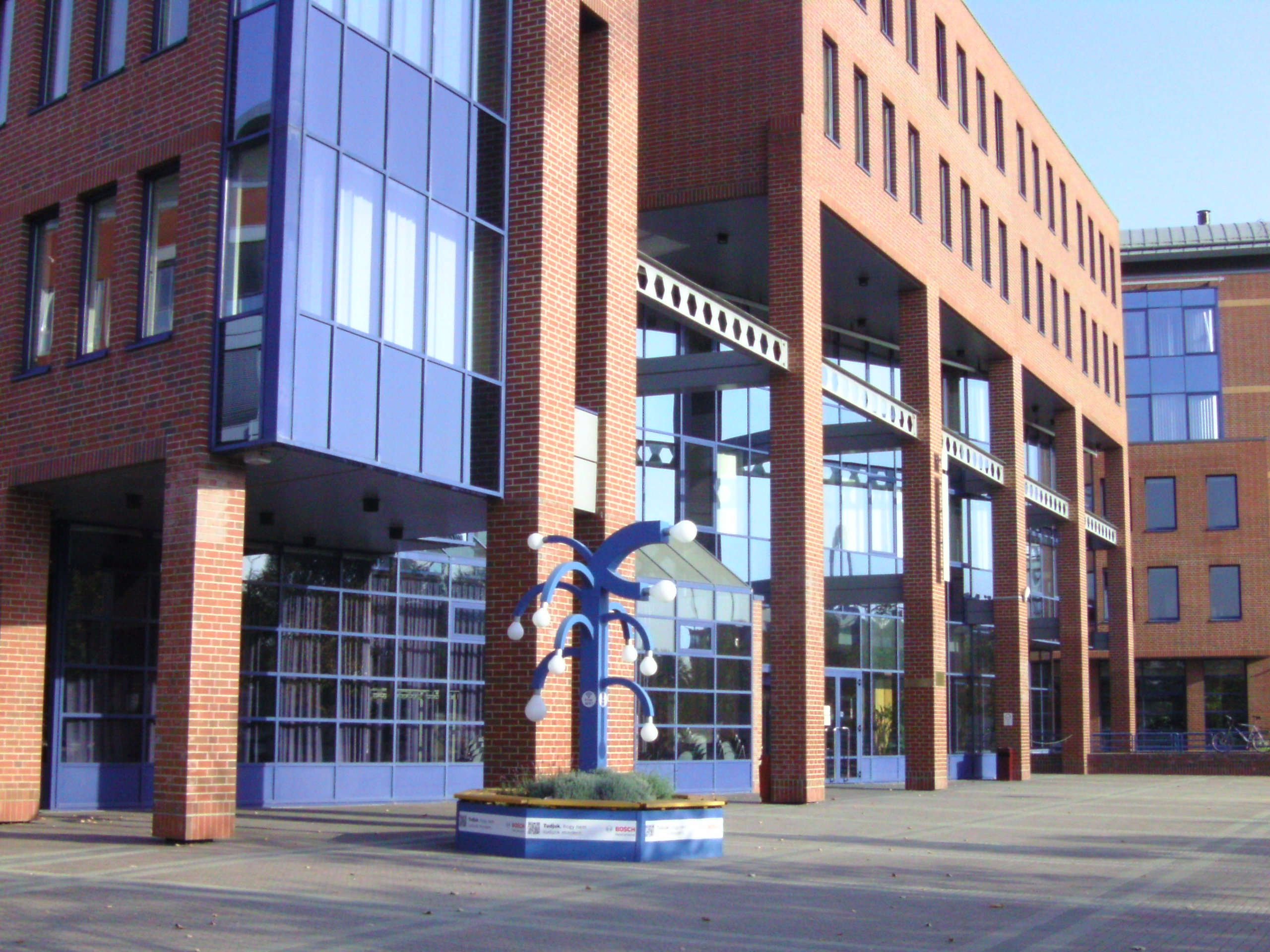
Корпус I

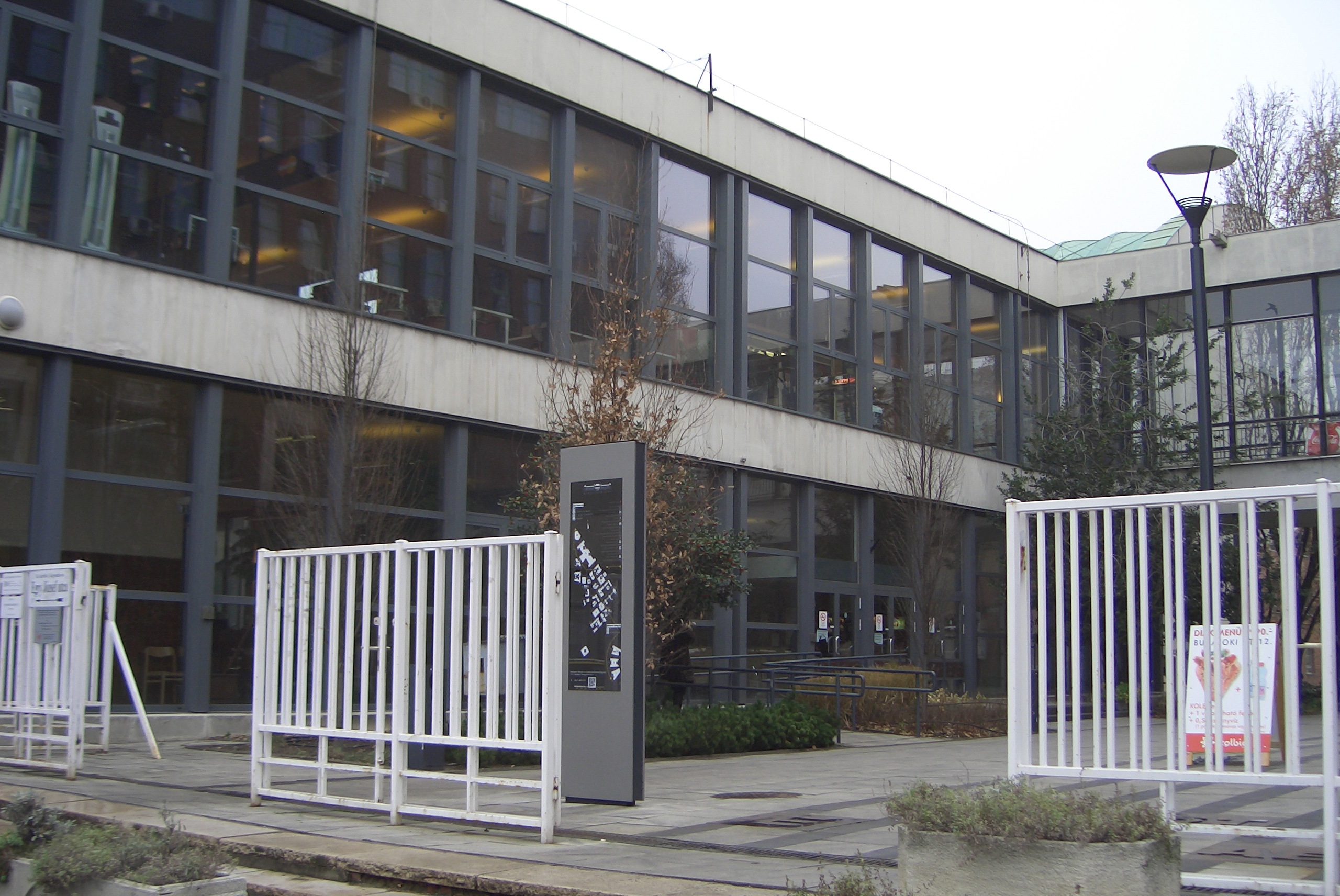
Корпус Е

- Факультет хімічної технології та біотехнології (1873)
  - Хімічна інженерія
  - Біохімічна інженерії
  - Екологічна інженерія
- Факультет електротехніки та інформатики (1949)
  - Електротехніка
  - Інженерні інформаційні технології
- Факультет транспортного машинобудування і автомобільної промисловості (1955)
  - Транспортне машинобудування
  - Інженерне машинобудування
  - Техніка перевезень і постачання
- Факультет природничих наук (1998)
  - Математика
  - Фізика
- Факультет економічних і соціальних наук (1998)
  - Техніка
    - Інженерний менеджмент
    - Технічна освіта

  - Економіка
    - Прикладна економіка

  - Бізнес і управління
  - Міжнародний бізнес
  - Соціологія
    - Медіа дослідження

## Розташування
Університет розташований на правому боці Дунаю між трьома мостами. Це робить університетське містечко особливо довгим і вузьким: прогулянка з одного боку університету до іншого може зайняти цілих 20 хвилин.
Внутрішнє місто Будапешт (Пешт) знаходиться на протилежному боці річки, приблизно в 10 хвилинах ходьби будь-яким із мостів.

## Відомі випускники

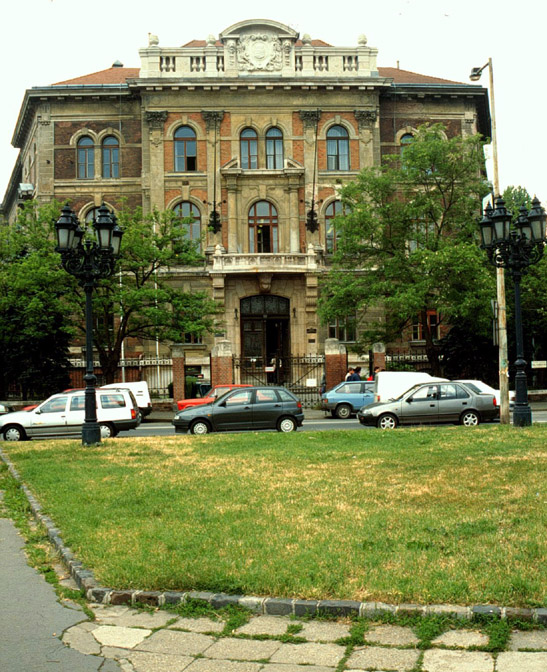
Корпус Ch

### Нобелівські лауреати
- Денніс Габор, винахідник голографії (Нобелівська премія з фізики 1971)
- Джордж Ола (Нобелівська премія з хімії 1994), вніс особливий внесок у вивчення освіти «некласичних» гіпервалентних карбокатіонів через суперкислоти
- Юджин Вігнер (Нобелівська премія з фізики 1963, за внесок в теорію атомного ядра та елементарних частинок, особливо за відкриття та застосування фундаментальних принципів симетрії)
- Філіп Ленард (Нобелівська премія з фізики 1905), роботи з дослідження катодних променів

Видатні випускники університету:
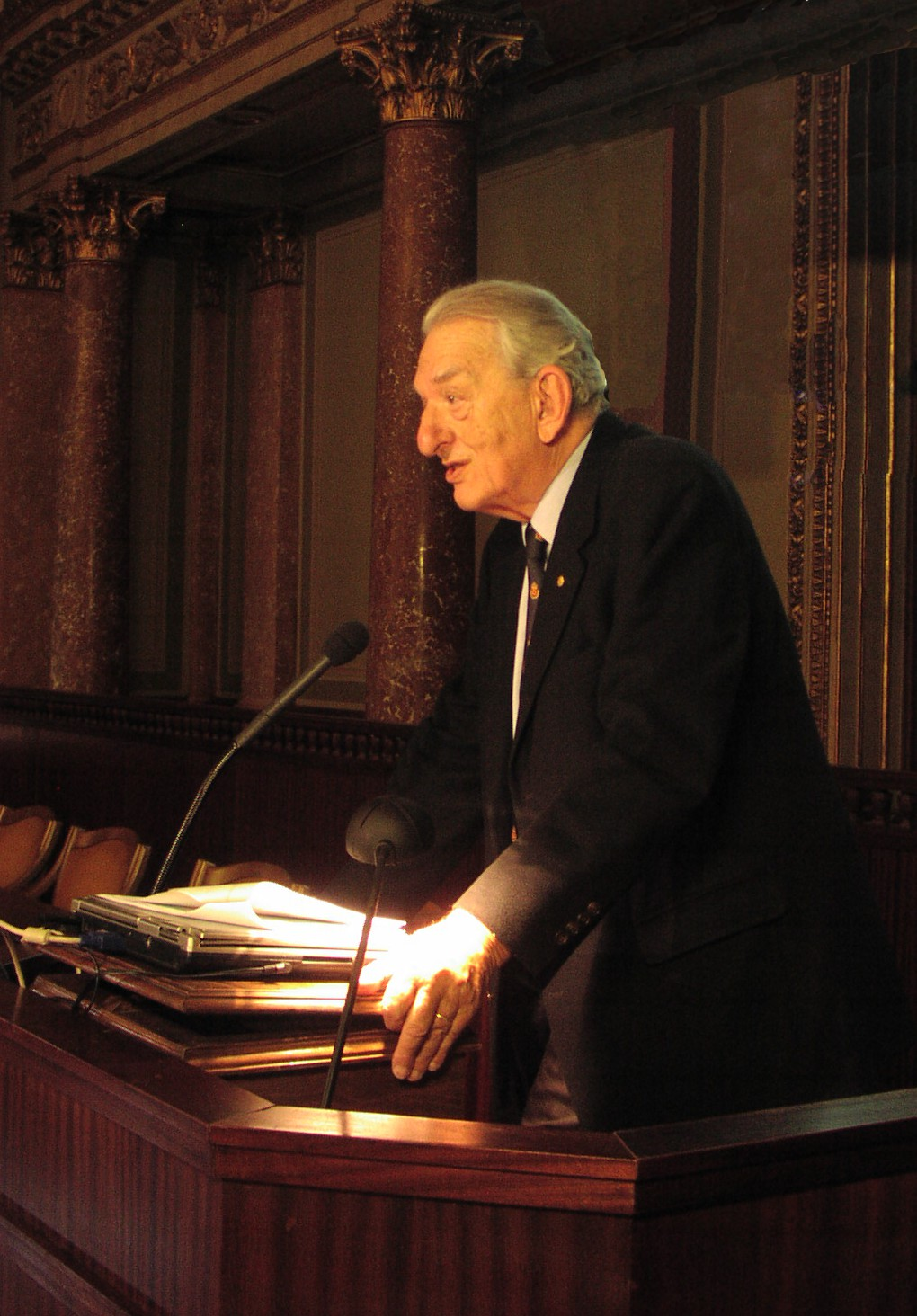
Джордж Ола
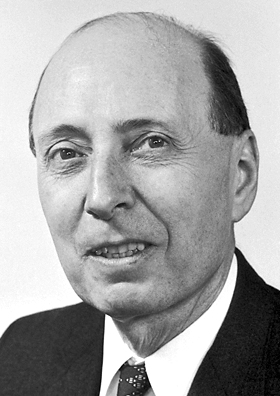
Юджин Вігнер
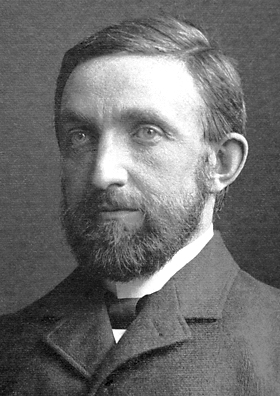
Філіп Ленард

### Випускники
- Ердеш Пал — угорсько-єврейський математик, відомий своєю ексцентричністю та надзвичайною продуктивністю
- Теодор фон Карман — американський інженер і фізик угорського походження, фахівець в області повітроплавання
- Рубік Ерньо — угорський винахідник, скульптор і професор архітектури
- Лео Сілард — американський фізик
- Лайош Штейнер — австралійський шахіст
- Петер Куцка — письменник-фантаст
- Вільмош Гриллуш — угорський музикант та композитор

## Нагороди
Згідно webometrics.info, у 2014 році Будапештський університет технології та економіки був на 359 місці серед 8000 світових університетів.
Згідно AcademyRank.com, Будапештський університет технології та економіки займає перше місце на національному рівні, 96-е в Європі і 421 по всьому світу.
Будапештський університет технології і економіки займає 254-й місце серед 400 найкращих університетів світу за інженерним наукам і технології, будучи єдиним університетом з Угорщини, який вказаний в рейтингу Quacquarelli Symonds.

### ЗМІ університету
- Egyetemi értesítő (угор.)
- Műhely [Архівовано 16 травня 2017 у Wayback Machine.] — az Egyetemi Hallgatói Képviselet portálja (угор.)
- Impulzus [Архівовано 5 березня 2016 у Wayback Machine.] — a Villamosmérnöki és Informatikai Kar Hallgatói Képviseletének lapja (угор.)
- Karima [Архівовано 5 березня 2016 у Wayback Machine.] — az Építőmérnöki Kar Hallgatói Képviseletének lapja (угор.)
- KÁTÉ [Архівовано 18 березня 2016 у Wayback Machine.]- A Gépészmérnöki Kar Hallgatói Önkormányzatának Lapja (KÁTÉ Blog oldal: http://www.kateblog.blog.hu [Архівовано 28 березня 2021 у Wayback Machine.]) (угор.)
- Közhír — a BME Közlekedésmérnöki Kar Hallgatói Önkormányzatának hivatalos lapja (угор.)
- Pikk Ász [Архівовано 5 березня 2016 у Wayback Machine.] — a TTK online magazinja (угор.)
- Periodica Polytechnica [Архівовано 20 березня 2016 у Wayback Machine.] — az Egyetem tudományos közlönye (угор.)
- GTTimes [Архівовано 7 квітня 2016 у Wayback Machine.] — a Gazdaság- és Társadalomtudományi Kar lapja (угор.)